# Faculdade de Educação Teológica
A Faculdade de Educação Teológica (FACETE) é uma instituição brasileira de ensino superior[carece de fontes?]. Foi criada no dia 20 de abril de 1989.[carece de fontes?]